# Martin Kiriluk
Martin Eduardo Kiriluk (nacido el 2 de marzo de 1991 en Quilmes, Argentina) fue un futbolista argentino que se desempeñó como defensor en Cachorros de la U.De G. de la Segunda División de México.
Actualmente se encuentra retirado del Fútbol.

## Clubes
| Club                    | País      | Año                   |
| ----------------------- | --------- | --------------------- |
| Arsenal de Sarandi      | Argentina | Divisiones inferiores |
| Estudiantes Tecos       | México    | 2010-2012             |
| Aldosivi                | Argentina | 2012                  |
| Deportivo Morón         | Argentina | 2013                  |
| Cachorros de la U.De G. | México    | 2013                  |